# Геджень (Бузеу)
Геджень, Геджені (рум. Găgeni) — село у повіті Бузеу в Румунії. Входить до складу комуни Сехетень.
Село розташоване на відстані 74 км на північний схід від Бухареста, 23 км на південний захід від Бузеу, 122 км на захід від Галаца, 104 км на південний схід від Брашова.

## Населення
За даними перепису населення 2002 року у селі проживала 491 особа, з них 490 осіб (99,8%) румунів. Усі жителі села рідною мовою назвали румунську.